# Salmo 25

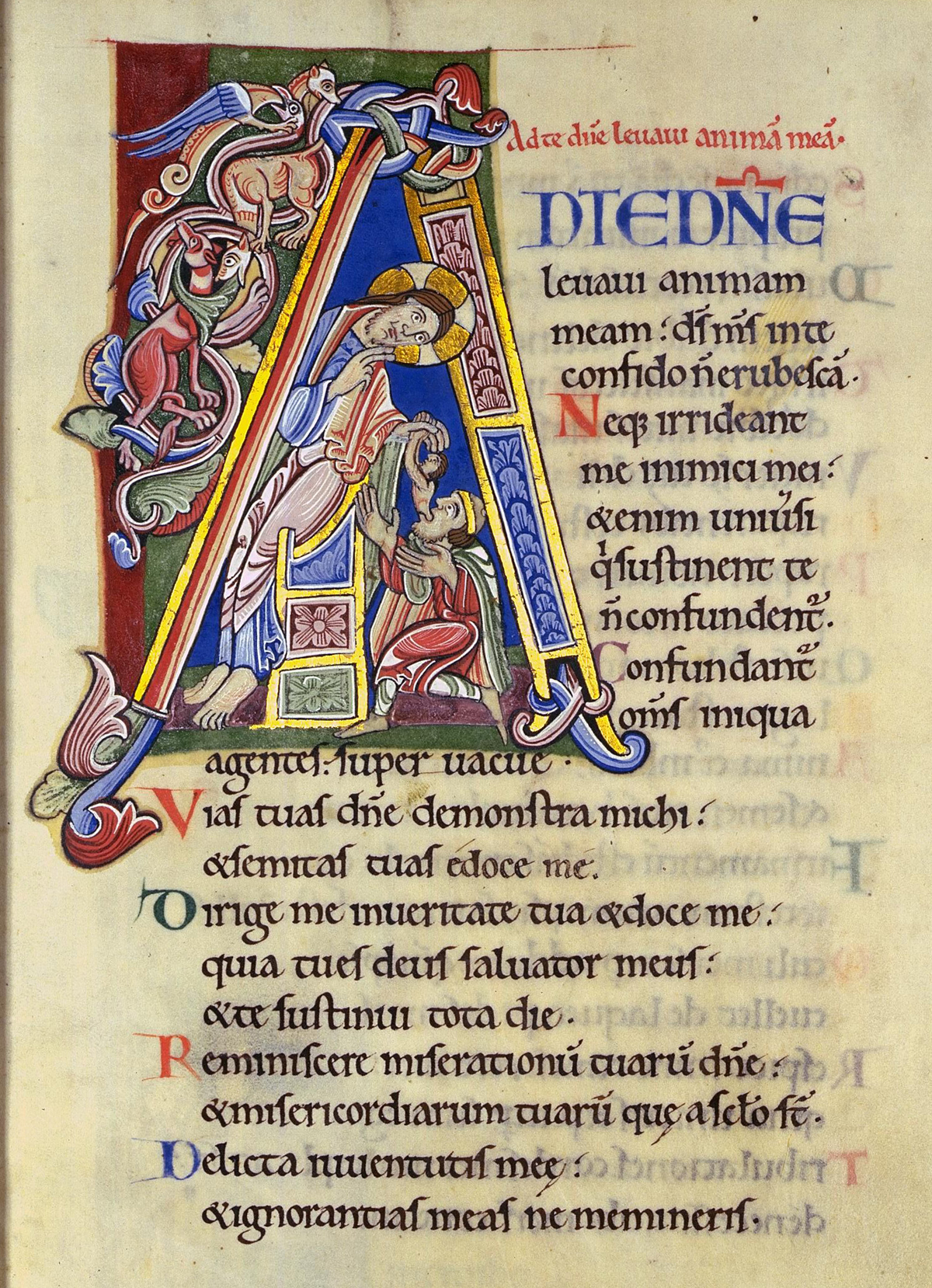
L'incipit del salmo, dal salterio di sant'Albano.

Il salmo 25 (24 secondo la numerazione greca) costituisce il venticinquesimo capitolo del Libro dei salmi.
È una supplica all'Eterno, tradizionalmente attribuita al re Davide. È utilizzato dalla Chiesa cattolica nella liturgia delle ore.